# Anthias asperilinguis
Anthias asperilinguis är en fiskart som beskrevs av Günther, 1859. Anthias asperilinguis ingår i släktet Anthias och familjen havsabborrfiskar. Inga underarter finns listade i Catalogue of Life.